# يو إف سي ليلة القتال: سايبورغ ضد لانسبيرج
يو إف سي ليلة القتال: سايبورغ ضد لانسبيرج (بالإنجليزية: UFC Fight Night: Cyborg vs. Länsberg)‏ (المعروف أيضًا باسم يو إف سي ليلة القتال 95) هو حدث لفنون القتال المختلطة نظمته يو إف سي، وأُقيم في 24 سبتمبر 2016، على جيناسيو نيلسون نيلسون في برازيليا، البرازيل.